# Rhinoptilus
Rhinoptilus är släkte i familjen vadarsvalor inom ordningen vadarfåglar. Släktet omfattar här tre arter som förekommer i Afrika söder om Sahara samt mycket lokalt i centrala Indien:
- Trebandad ökenlöpare (R. cinctus)
- Större ökenlöpare (R. chalcopterus)
- Roststrupig ökenlöpare (R. bitorquatus)

Tvåbandad ökenlöpare (Smutsornis africanus) inkluderas ofta i släktet.